# Yu Yuk Geor
Yu Yuk Geor (chinesisch 游玉娥; * um 1950) ist eine ehemalige taiwanische Badmintonspielerin. 

## Karriere
Yu Yuk Geor war eine der ersten taiwanischen Badmintonspielerinnen, welche auch außerhalb ihrer Heimat und insbesondere in Europa durch Siege bei hochkarätigen Turnieren für Furore sorgten. So gewann sie 1975 und 1976 jeweils die Titel im Damendoppel und Dameneinzel bei den French Open. 1976 siegte sie auch bei den Swiss Open in beiden Disziplinen. Bei den Asienspielen 1970 war sie dagegen im Doppel mit Lee Yuk Mei an den späteren Bronzemedaillengewinnern Rosalind Singha Ang und Teoh Siew Yong gescheitert.

## Sportliche Erfolge
| Saison | Veranstaltung             | Disziplin   | Platz | Name                         |
| ------ | ------------------------- | ----------- | ----- | ---------------------------- |
| 1974   | Taiwanische Meisterschaft | Dameneinzel | 1     | Yu Yuk Geor                  |
| 1974   | Taiwanische Meisterschaft | Damendoppel | 1     | Lim Shour / Yu Yuk Geor      |
| 1974   | Taiwanische Meisterschaft | Mixed       | 1     | Cheng Chun-yen / Yu Yuk Geor |
| 1975   | French Open               | Damendoppel | 1     | Lim Shour / Yu Yuk Geor      |
| 1975   | French Open               | Dameneinzel | 1     | Yu Yuk Geor                  |
| 1976   | Swiss Open                | Damendoppel | 1     | Lim Shour / Yu Yuk Geor      |
| 1976   | Swiss Open                | Dameneinzel | 1     | Yu Yuk Geor                  |
| 1976   | French Open               | Damendoppel | 1     | Lim Shour / Yu Yuk Geor      |
| 1976   | French Open               | Dameneinzel | 1     | Yu Yuk Geor                  |